# طواف إيطاليا 1925
طواف إيطاليا 1925 هو سباق دراجات هوائية أقيم في إيطاليا بتاريخ 16 مايو – 7 يونيو، تكون السباق من 12 مرحلة وامتدّ لمسافة 3520.5 كم بسرعة 25.60 كم/س، استغرق السباق 137 ساعة 31 دقيقة 13 ثانية. فاز به الإيطالي ألفريدو بيندا.

## الترتيب
| م                     | الدرّاج        | البلد   | الزمن                      |
| --------------------- | ------------- | ------- | -------------------------- |
| الفائز بالترتيب العام | ألفريدو بيندا | إيطاليا | 137 ساعة 31 دقيقة 13 ثانية |